# Sebastian Moran
Oberst Sebastian Moran er en fiktiv person som introduceres af forfatteren Arthur Conan Doyle i Sherlock Holmes fortællingen Det Tomme Hus. Han er professor Moriartys nærmeste mand og kollega i Londons underverden.